# شلیک (آلبوم)
شلیک چهارمین آلبوم رسمی فرزاد فرزین خواننده ایرانی است که در ۱۲ اسفند ۱۳۹۰ توسط انتشارات آوای هنر - هنر اول منتشر شد. شلیک به آهنگسازی فرزین، مجید رسایی، انوشیروان تقوی و عباس لطیفی ساخته شده و شامل ۱۱ قطعه است. کوشان حداد، انوشیروان تقوی، مهران خلیلی، فرزین، نوید سپهر و عباس لطیفی تنظیم‌کنندگان قطعات این آلبوم هستند.
این آلبوم مرز ۴۰۰ هزار نسخه فروش را گذراند و یکی از پرفروش‌ترین آلبوم‌های سال ۱۳۹۰ بوده است.

## فهرست قطعه‌ها
| نام ترانه   | ترانه‌سرا                | آهنگساز                     | تنظیم          | مدت   |
| ----------- | ----------------------- | --------------------------- | -------------- | ----- |
| «یه زن»     | حامد رجبی و مسعود محمدی | فرزاد فرزین و عباس لطیفی    | عباس لطیفی     | ۰۳:۵۹ |
| «جای خالیت» | حامد رجبی و مسعود محمدی | فرزاد فرزین                 | انوشیروان تقوی | ۰۳:۱۵ |
| «عذاب»      | روزبه بمانی             | فرزاد فرزین                 | نوید سپهر      | ۰۳:۰۸ |
| «حس خوب»    | فرزاد فرزین             | فرزاد فرزین                 | کوشان حداد     | ۰۳:۳۸ |
| «بچه»       | روزبه بمانی             | فرزاد فرزین                 | نوید سپهر      | ۰۳:۵۷ |
| «شورشی»     | فرزاد فرزین             | فرزاد فرزین                 | فرزاد فرزین    | ۰۳:۳۱ |
| «نه»        | زهرا عاملی              | فرزاد فرزین                 | مهران خلیلی    | ۰۳:۵۴ |
| «با تو»     | یاحا کاشانی             | مجید رسایی و انوشیروان تقوی | کوشان حداد     | ۰۳:۳۸ |
| «میدونم»    | حامد رجبی و مسعود محمدی | مجید رسایی                  | انوشیروان تقوی | ۰۳:۲۵ |
| «دوریت»     | فرزاد فرزین             | فرزاد فرزین                 | کوشان حداد     | ۰۳:۵۳ |
| «بیا بیا»   | یاحا کاشانی             | فرزاد فرزین                 | کوشان حداد     | ۰۳:۴۹ |